# Association des scouts et guides du Congo
L’Association des Scouts et Guides du Congo est un mouvement scout d’éducation par l’action qui propose aux jeunes, filles et garçons, sans distinction d’origine, de race ni de religion, une vie d’équipe et de foi, où ils prennent une part active dans la construction de la société en allant jusqu’au bout de leurs projets. 
Le scoutisme congolais veut également faire revivre aux jeunes les idées maîtresses de Baden Powell : apprendre par l’action ; travailler en petits groupes et donner des responsabilités aux enfants, en prenant conscience que différentes personnes apprennent de manière différente, à des vitesses différentes et dans des styles différents.

## Situation
Depuis la relance du mouvement scout à l’issue de la Conférence nationale souveraine en 1991, l’Association des Scouts et Guides du Congo (ASGC) n’a eu de cesse de s’établir comme un acteur dynamique de l’éducation et du développement dans le pays. Cette volonté est l’héritage d’une longue histoire du scoutisme au Congo, lequel a survécu dans l’ombre pendant les 30 années d’interdiction des mouvements de jeunesse.
Le redémarrage a été épaulé par le scoutisme français et international, avec un partenariat plus étroit d’une part entre l’ASGC et les Scouts et Guides de France, et d’autre part avec l'Association mondiale des guides et éclaireuses (AMGE).
Les années suivantes, marquées par des guerres civiles à répétition, n’ont pas permis de poursuivre pleinement les projets engagés, mais les cadres associatifs ont maintenu le cap, et l’ASGC, toujours soutenue par les Scouts et Guides de France, entre désormais dans une phase de consolidation de son activité en sachant s’imposer un rajeunissement de ses cadres, tout en maintenant une diversité des origines régionales, des milieux familiaux, des niveaux culturels et des savoir-faire.
L’Association des Scouts et Guides du Congo compte aujourd’hui 4 500 adhérents (jeunes filles et garçons et encadreurs adultes) dans l’ensemble du territoire congolais, et bénéficie de la caution morale et du soutien des instances de l'Église catholique au Congo, des Scouts et Guides de France, de l’Association Mondiale des Guides et Éclaireuses (AMGE) et de l’Unicef Congo. Elle est la seule association scoute catholique reconnue par la Conférence épiscopale du Congo.
L'ASGC regroupe en son sein deux mouvements distincts : le mouvement des Scouts du Congo (branche masculine) et le mouvement des Guides du Congo (branche féminine).
Ces deux mouvements travaillent en étroite collaboration au niveau de la nation, des régions et des secteurs avec des équipes de maîtrise mixtes, ceci pour une meilleure coéducation. 
Les méthodes d’encadrement et d’animation sont héritées de l’expérience scoute, à la fois vieille d’un siècle et sans cesse renouvelée en fonction des évolutions de nos sociétés contemporaines.
De la sorte, la méthode scoute de l'ASGC peut être définie comme étant un système d’auto-éducation fondé sur :
- une promesse et une loi : à travers la promesse et la loi, le jeune prend, de son plein gré, un engagement personnel. Il accepte, devant un groupe de pairs, la responsabilité d’être fidèle à la parole donnée ;
- une éducation par l’action : chez les Scouts, le jeune est amené à apprendre par lui-même, grâce à l’observation et l’expérimentation. Pas de cours théoriques, mais des mises en situation qui permettent à chacun d’acquérir de nouvelles compétences. Le rôle que chacun choisit, les décisions prises ensemble et l’engagement à la responsabilité sont autant de moyens pour entraîner le jeune à la démocratie, à la place qu’il tiendra dans la société : Artisan de paix et de développement ;
- une vie en petits groupes : l’équipe, au centre de la pédagogie scoute, est le lieu de vie où le jeune acquiert l’acceptation progressive des responsabilités et la formation de son caractère. Cette formation à l’autogestion, avec l’aide d’adultes qui les conseillent, permet aux jeunes d’accéder à la compétence, à la confiance en soi, au sens du service et à l’aptitude aussi bien à coopérer qu’à diriger ;
- des programmes progressifs, attrayants et utiles : les activités vécues par les jeunes trouvent leur origine dans les centres d’intérêt des participants eux-mêmes. Comportant à la fois des jeux, l’apprentissage de techniques utiles et la prise en charge de services à la communauté, l’action contribue à construire l’enfant, puis l’adolescent et le jeune adulte suivant les étapes de son développement personnel ;
- une contribution à l’éducation et la formation des jeunes.

## Tenue
L'ASGC présente, pour chaque âge, une branche ; pour chaque branche, une couleur :
- de 8 à 12 ans : les enfants rayonnent comme le soleil Africain, leur chemise est jaune. Les filles sont jeannettes, les garçons sont louveteaux ;
- de 12 à 17 ans : l'horizon des adolescents s'élargit comme le bord de l'océan, leur chemise est bleue. Les filles sont guides, les garçons sont scouts (éclaireurs) ;
- de 18 à 25 ans : la vie s'ouvre aux jeunes adultes, un combat s'engage pour trouver leur place dans la société, leur chemise est rouge. Les filles sont guides-Ainées, les garçons sont Routiers.

Les responsables (commissaires) portent la chemise verte et pour tous le bas est kaki (culottes, jupes ou pantalons).

## Centre de Djoumouna
Le centre de Djoumouna qu'elle possède au village Djoumouna, situé à 22 km de Brazzaville servait autrefois de Bureau de Recherche et de Coopération (BRC) du scoutisme de l’Afrique francophone. Les cadres de plusieurs nations africaines s’y retrouvaient pour des sessions de formation et des travaux communs autour des questions de développement qui se posaient alors.
Ce domaine présente une superficie d’environ 10 hectares, répartis en quatre parties : un quart de forêt dense, comportant de nombreuses essences d’arbres et de plantes, donnant sur une chute d’eau ; un quart de plateau ombragé, avec des installations en dur qui nécessitent une restauration ; un quart d’une ancienne piscine entourée d’arbres fruitiers et de savane ; un quart de plateau cultivable, longé par la rivière.          
En 1996, seul un hectare avait été aménagé pour la culture et la transformation du soja, mais les guerres à répétition qu'a connues le Congo ont anéanti les activités de relance d’exploitation conduits à l’époque. Le centre n'est aujourd’hui utilisé que comme lieu de camp permanent pour l’ASGC qui l'exploite pour les activités traditionnelles de camping scout.
Faire renaître Djoumouna à travers un projet de Relance d’un centre de vacances et de loisirs éducatifs, puis la Réhabilitation d’un pôle agro-pastoral (formation et production), tel est le défi que se lance l'Association des scouts et guides du Congo (ASGC) afin que ce centre devienne la vitrine efficace de ce que les Scouts et Guides du Congo veulent véhiculer auprès de la jeunesse congolaise. Il est donc question de contribuer à l'éducation et à la formation des jeunes et Permettre leur insertion économique dans ce pays où le tissu social et culturel, la structure géographique (cours d’eau, biodiversité, climatologie…), et le potentiel de créativité de ses habitants sont autant d’atouts pour être porteurs d’une énergie nouvelle au service des hommes, des femmes et des enfants.
Pour conjuguer éducation et développement, afin de donner des perspectives de développement économique, de progrès social et environnemental qui sont les fondements même du développement durable, l'Association des scouts et guides du Congo veut à travers Djoumouna, permettre aux jeunes : l'acquisition de compétences et l'accès à l’autonomie puis à l’emploi. Cela pourra constituer le support de leur émergence progressive dans la vie sociale de leur pays. C'est pourquoi à court terme, le projet Djoumouna prévoit la réhabilitation des bâtiments ayant en partie résisté au temps et aux événements de ces dernières années, afin de permettre la relance du centre de vacances et de loisirs éducatifs ainsi que le lancement d’activités agropastorales.
Pour cela, il est question de refaire et équiper les bâtiments qui s’y trouvent, de construire une bâche à eau avec forage pour de l’eau potable ; de construire les installations qui vont servir à l’élevage et de transformer la vieille piscine en « arène » de jeux.[Quand ?]